# Monopyle flava
Monopyle flava är en tvåhjärtbladig växtart som beskrevs av L.E. Skog. Monopyle flava ingår i släktet Monopyle och familjen Gesneriaceae. Inga underarter finns listade i Catalogue of Life.